# Continente
Se considera como continente a una gran extensión de tierra que se diferencia de otras menores o sumergidas   por conceptos geográficos, como son los océanos; culturales, como la etnografía; y la historia de cada uno.
La palabra continente proviene del latín continere, que significa «mantener juntos» y deriva del terra continens, «las tierras continuas». Literalmente, el término se refiere a una gran extensión de tierra firme en la superficie del globo terrestre. Así, hay algunos modelos de continentes que consideran Europa y Asia como dos continentes, mientras que Eurasia se considera una región geopolítica, y otros lo hacen a la inversa.
En realidad, la noción de continente es una convención creada en Europa a partir del siglo XVI. Anteriormente el concepto continente era muy vago e impreciso; la diferencia entre una isla, una península y un continente era solo el tamaño, y muchas veces no concordaba la misma definición continental entre diversos autores. En general, se sostenía la idea de la unidad de toda las tierras emergidas rodeada por un mar primordial. A pesar de que en la actualidad, la partición en continentes se toma como una partición natural, y de ahí también la identificación con una unidad etnográfica en cada continente, en realidad se trata de una invención de los geógrafos, exploradores, científicos, etc. Fueron los europeos quienes dividieron las tierras emergidas en unidades. Esta clasificación pasó a ser la "división natural" para el resto del mundo.
La división de la Tierra en continentes es por tanto, convencional, y había varias divisiones, en algunos casos suelen reconocerse seis continentes; por ejemplo, una división en seis continentes suele ser: Asia, Antártida, Europa, África, Oceanía y América, aunque hay muchas clasificaciones que separan América en América del Norte, América Central y América del Sur, o que unifican a Europa y a Asia como Eurasia. Así, hay algunos modelos de continentes que consideran Europa y Asia como dos continentes, mientras que Eurasia se considera una región geopolítica, y otros lo hacen a la inversa.

## Modelos continentales

En realidad no existe una única forma de fijar el número de continentes y depende de cada área cultural determinar si dos grandes masas de tierra unidas forman uno o dos continentes, y en concreto, decidir los límites entre Europa y Asia (Eurasia) por una parte y América del Norte y América del Sur (América) por otra. Los principales modelos son los siguientes:
- 4 continentes:[3][5][6] algunos sugieren que Europa, África y Asia deberían conformar un único continente llamado Eurafrasia o Afroeurasia. Este modelo se basa en una definición estricta de continente como un área de tierra continua, en donde fronteras artificiales como los canales de Suez y Panamá no serían verdaderas barreras intercontinentales.
- 5 continentes:[7][8] modelo que incluye solo los continentes habitados (excluyendo la Antártida),[5][6] que son los representados en los 5 anillos del logotipo olímpico.[8] Este es el modelo que usa la ONU.[9]
- 6 continentes (modelo tradicional):[3][4] al modelo típico de cinco continentes se le ha agregado la Antártida. Este modelo es de uso común en Iberoamérica, las excolonias francesas, en las excolonias portuguesas, en los países europeos en que se hablan lenguas latinas (España, Portugal, Italia, Francia, Rumanía, Bélgica, Mónaco, San Marino, Vaticano y Andorra) y en Grecia.
- 6 continentes (modelo geológico):[5][6] guarda una relación aproximada con las placas tectónicas continentales, por lo que Europa y Asia forman un solo continente denominado Eurasia y en cambio América está dividida en dos continentes (América del Norte y América del Sur). Es el modelo preferido por la comunidad geográfica de los países de la antigua Unión Soviética, Europa Oriental y por Japón. El concepto de Oceanía se reemplaza por el de Australia y América Central está incluida dentro del continente de América del Norte bajo este criterio.
- 7 continentes:[4][10][11][12][13][14] modelo convencional utilizado habitualmente en los países de habla inglesa, en los países europeos en que se hablan lenguas germánicas, en India, Pakistán, Filipinas y China. Al igual que en los países que utilizan el modelo geológico de seis continentes, el concepto Oceanía se suele reemplazar por el de continente australiano y América Central está incluida dentro del continente de América del Norte. Este modelo es usado por varias entidades internacionales, como la FIFA.[15]

Los continentes del modelo usado por los países hispanohablantes son los siguientes:
- África: unida a Asia por el istmo de Suez y separada de Europa por el estrecho de Gibraltar y se extiende hacia el sur hasta el cabo de Buena Esperanza; limita al norte con el Mediterráneo, al oeste, con el océano Atlántico y al este con el Índico.
- América: está separada de Asia por el estrecho de Bering, limita al norte con el océano Glacial Ártico, al oeste con el océano Pacífico y al este con el Atlántico. Puede dividirse en dos o tres subcontinentes;
  - América del Norte: ubicada en el hemisferio noroccidental;
  - América Central: se extiende desde el istmo de Tehuantepec en México, Guatemala y Belice hasta Panamá.
  - América del Sur: se extiende desde Colombia hasta el cabo de Hornos;
  - Mientras que Naciones Unidas considera que América (en inglés Americas) se divide en dos regiones: por un lado América Septentrional (formado por las Bermudas, Canadá, Groenlandia, San Pedro y Miquelón y los Estados Unidos), y por el otro la región de América Latina y el Caribe.[16]
- Asia: unida a África por el istmo de Suez, separada de Europa por los Urales y de América por el estrecho de Bering. Limita al norte con el océano Glacial Ártico, al oeste con el mar Negro y el Mediterráneo, al sur con el océano Índico y al este con el Pacífico.
- Europa: separada de África por el Mediterráneo, se extiende desde los Urales hacia el poniente hasta la península ibérica.
- Oceanía: localizada al sureste de Asia, entre los océanos Índico y Pacífico. Los nombres de Australia o Australasia se utilizan a veces en lugar de Oceanía. Se nombra Oceanía en el «Atlas de Canadá»,[10] y en Nueva Zelanda[cita requerida] al igual que el modelo más común en Iberoamérica.[17]
- Antártida: rodea al Polo Sur. Está separada de América por el pasaje de Drake, de Oceanía por el límite entre los océanos Pacífico e Índico, y de África por el límite entre este último y el Atlántico.

| 4 continentes | América      | América    | Eurafrasia | Eurafrasia | Eurafrasia | Oceanía | Antártida | Oceanía Australia África Antártida Asia Europa América Norteamérica Centroamérica Sudamérica |
| 5 continentes | América      | América    | Europa     | Asia       | África     | Oceanía |           | Oceanía Australia África Antártida Asia Europa América Norteamérica Centroamérica Sudamérica |
| 6 continentes | América      | América    | Europa     | Asia       | África     | Oceanía | Antártida | Oceanía Australia África Antártida Asia Europa América Norteamérica Centroamérica Sudamérica |
| 6 continentes | Norteamérica | Sudamérica | Eurasia    | Eurasia    | África     | Oceanía | Antártida | Oceanía Australia África Antártida Asia Europa América Norteamérica Centroamérica Sudamérica |
| 7 continentes | Norteamérica | Sudamérica | Europa     | Asia       | África     | Oceanía | Antártida | Oceanía Australia África Antártida Asia Europa América Norteamérica Centroamérica Sudamérica |

|            | Área       | Área | Población (2008) | Población (2008) | Densidad |          |
| Continente | km²        | %    | Total (aprox.)   | %                | hab./km² | Gráficos |
| Asia       | 43 810 000 | 29,5 | 3 879 000 000    | 60,0             | 88,5     |          |
| América    | 42 330 000 | 28,5 | 910 000 000      | 14,0             | 21,5     |          |
| África     | 30 370 000 | 20,4 | 922 011 000      | 14,0             | 30,4     |          |
| Antártida  | 13 720 000 | 9,2  | 1000             | 0,00002          | 0,00007  |          |
| Europa     | 10 180 000 | 6,8  | 731 000 000      | 11,0             | 71,8     |          |
| Oceanía    | 8 720 710  | 5,9  | 27 000 000       | 0,5              | 3,1      |          |

## Historia del concepto

### Las primeras definiciones

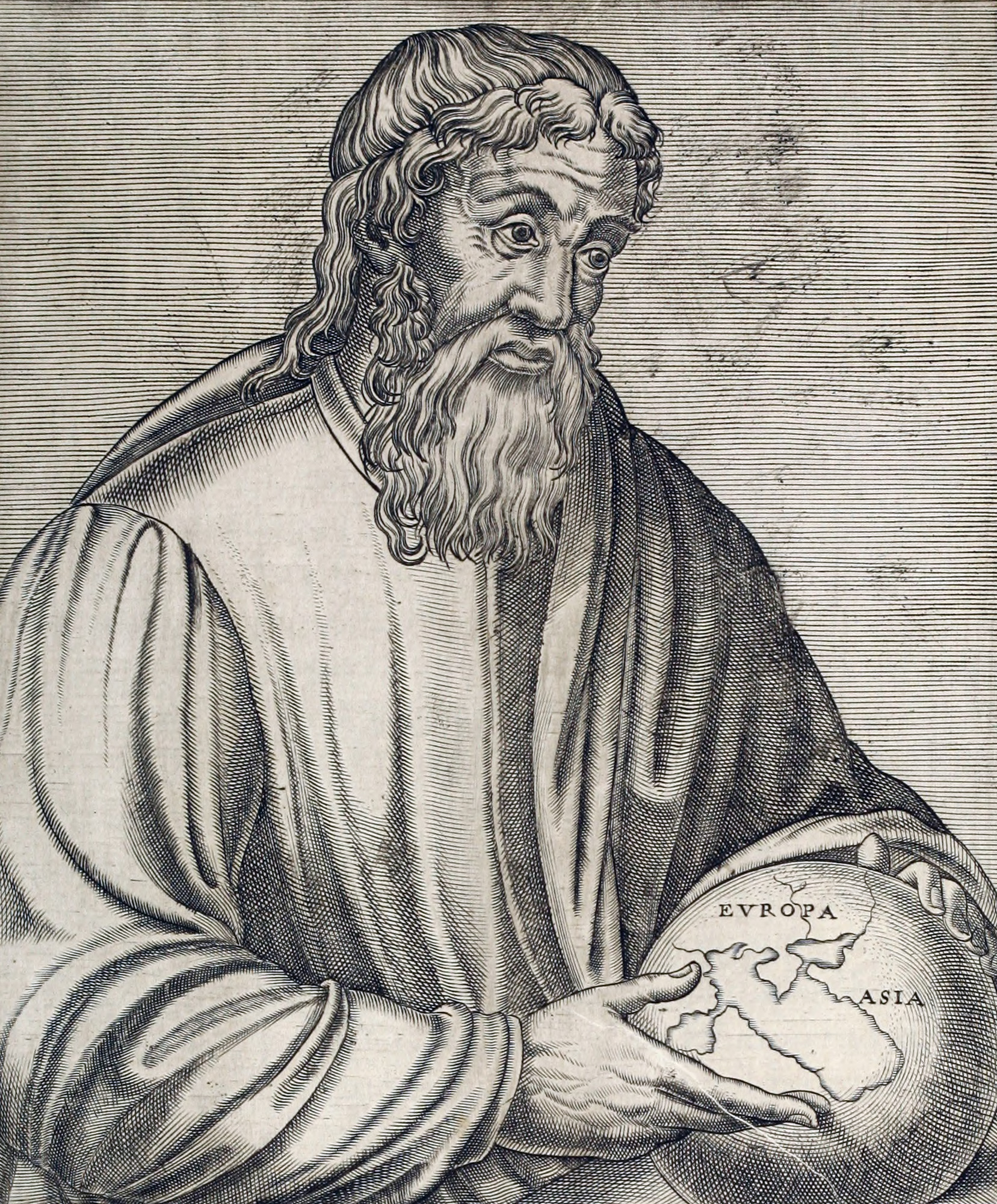
El geógrafo griego Estrabón, sosteniendo un globo en el que puede leerse Europa y Asia

La primera distinción semejante al concepto de continente fue hecha por los antiguos navegantes griegos, que dieron el nombre de Europa y Asia a las tierras localizadas a ambos lados de la extensión de agua que formaba el mar Egeo, el estrecho de los Dardanelos, el mar de Mármara, el Bósforo y el mar Negro. Esos nombres se emplearon en principio para designar a las tierras cercanas a la costa, y solo después se extendió su uso al interior del país.: 69  Los pensadores de la Grecia antigua debatieron a continuación si África (entonces llamada Libia) debería ser considerada como una parte de Asia o como una tercera parte independiente del mundo y finalmente se impuso la división de la Tierra en tres partes.: 67  Desde la perspectiva griega, el mar Egeo era el centro del mundo, con Asia al este, Europa al oeste y al norte, y África al sur.: 21–22 
Los límites entre los continentes no quedaron fijados. Desde el principio, la frontera de Europa con Asia fue tomada partiendo del mar Negro a lo largo del río Rioni (conocido entonces como Phasis) en Georgia. Más tarde, se consideró que la frontera iba desde el mar Negro por el estrecho de Kerch, el mar de Azov y el río Don (llamado entonces Tanais), en Rusia.: 68 
El río Nilo se ha considerado generalmente desde la antigüedad como la frontera entre Asia y África. Heródoto, en el siglo V antes de Cristo, sin embargo, ya se oponía a esta situación, que emplazaba Egipto a caballo entre dos continentes, y hacía coincidir el límite entre Asia y África con la frontera occidental de Egipto, dejando Egipto en Asia. También cuestionó la división en tres de lo que era en realidad una sola tierra continua, un debate que continúa casi dos milenios y medio más tarde.

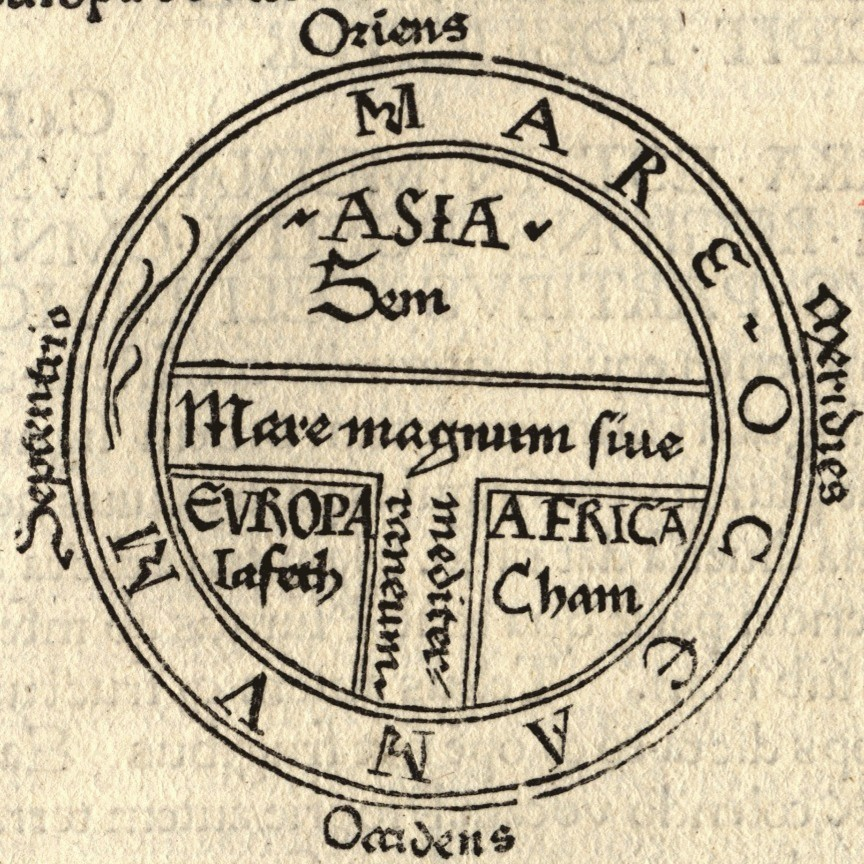
El ejemplo más antiguo conocido de mapa de T en O, mostrando los 3 continentes como los dominios de los hijos de Noé: Sem, Jafet y Cam (el grabado acompaña una edición de 1472 de la obra Etymologiae de Isidoro de Sevilla)

Eratóstenes, en el siglo III antes de Cristo, señaló que algunos geógrafos dividían los continentes siguiendo los ríos (el Nilo y el Don), considerándolos por tanto como «islas», mientras que otros los dividían por istmos, siendo así que entonces serían «penínsulas». Estos geógrafos fijaban la frontera entre Europa y Asia en el istmo entre el mar Negro y el mar Caspio y la frontera entre Asia y África, en el istmo entre el mar Rojo y la desembocadura del lago Bardawil en el mar Mediterráneo.
En la época romana y en la Edad Media, algunos escritores tomaron el istmo de Suez como el límite entre Asia y África, pero la mayoría de los autores siguieron considerando que el río Nilo, o la frontera occidental de Egipto, eran el límite entre continentes. En la Edad Media, el mundo se representaba en un mapa de T en O, en el que la T representaba las aguas de la división de los tres continentes.

### Las expediciones europeas en la Era de los Descubrimientos
Cristóbal Colón atravesó el océano Atlántico hasta llegar a las Antillas el 12 de octubre del 1492, abriendo el camino para la exploración y colonización europea de América. A pesar de sus cuatro viajes hacia el oeste, Colón nunca llegó a saber que había arribado a un continente nuevo y pensaba que había alcanzado las costas de Asia. En 1501 Américo Vespucio viajó a América como piloto de una expedición que navegó a lo largo de la costa de Brasil. Los miembros de la expedición recorrieron un largo camino en dirección sur a lo largo de la costa de América del Sur, lo que confirmó que la tierra que bordeaban tenía proporciones continentales. De regreso a Europa, Vespucio publicó un relato de su viaje titulado Mundus Novus en 1502 o 1503,: xx–xxi  pero parece que ha habido adiciones o modificaciones por otro escritor. Cualquiera que sea el autor de esas palabras que se pueden leer en Mundus Novus, «He descubierto un continente en aquellas regiones meridionales que está habitado por más numerosos pueblos y animales que nuestra Europa, o Asia o África»: 45  es la primera identificación explícita de América, como un continente distinto de los otros tres.

El planisferio de Waldseemüller de 1507, publicado por Martin Waldseemüller, fue el primer mapa mundial que incluyó la anotación América.

Desde que Vespucio anunciara el hallazgo del nuevo continente, este había recibido varios nombres, cuya aplicación y aceptación era generalmente regional. Así, los castellanos lo llamaban «Indias» o «La gran Tierra del Sur»; los portugueses, «Vera Cruz» o «Tierra de Santa Cruz». Algunos cartógrafos empleaban «Tierra del Brasil» (que sin embargo aludía a una isla imaginaria), «Tierra de Loros», «Nueva India», o simplemente «Nuevo Mundo». Después de unos años el nombre de Nuevo Mundo comienza a aparecer como un nombre para América del Sur en los mapas y cartas, como en la Oliveriana (Pesaro) que data de poco después de 1503. Los mapas de la época, como los planisferios de Cantino y Caverio, muestran claramente América del Norte conectada con Asia y América del Sur como una tierra inexplorada, de la que solo se dibuja la costa norte y este de Brasil, o bien, como en el Planisferio de Sylvanus en forma de una gran isla independiente.
En 1507 Martin Waldseemüller publicó un mapa del mundo, Cosmographia Universalis, que fue el primero en mostrar que América del Norte y América del Sur estaban separadas de Asia y rodeadas de agua. Una pequeña nota sobre la carta principal, dice, por primera vez, que América se encuentra al este de Asia y ambas están separadas por un océano, nota colocada para evitar confusión ya que América se encuentra en el extremo izquierdo del mapa y Asia en el extremo derecho. En el libro de acompañamiento, Cosmographiae Introductio, Waldseemüller anotó que la tierra se dividía en cuatro partes, Europa, Asia, África y la cuarta parte que formó a partir del nombre de Américo Vespucio. En el mapa, la palabra «América» se colocó en una parte de América del Sur.
La voz tenía tal eufonía y guardaba tanta consonancia con las palabras «Asia» y «África» que inmediatamente se afincó en las lenguas noreuropeas. Sin embargo tardó en ser adoptado en la península ibérica y sus colonias, donde el nombre mayoritariamente usado siguió siendo por bastante tiempo el de «Indias occidentales».

### Más allá de los cuatro continentes
Desde finales del siglo XVIII algunos geógrafos comenzaron a considerar que América del Norte y América del Sur eran dos partes del mundo, lo que hacía un total de cinco partes. Sin embargo, la división en cuatro fue en general la prevalente en el siglo XIX.: 30  Los europeos descubrieron Australia en 1606, pero durante algún tiempo, fue vista como una parte de Asia. A finales del siglo XVIII algunos geógrafos la consideraron un continente en sí misma, por lo que pasó a ser el quinto (o sexto para aquellos quienes creen que América son dos continentes).: 30  En 1813 Samuel Butler (1774-1839) escribió en relación con Australia que «New Holland, an immense island, which some geographers dignify with the appellation of another continent» [«Nueva Holanda, una isla inmensa, que algunos geógrafos dignifican con la apelación de otro continente»], y el Oxford English Dictionary es igualmente equívoco algunas décadas más tarde.
La Antártida fue oficialmente descubierta hacia 1820 (aunque ahora se sabe que ya fue conocida desde 1599 o 1603) y descrita ya en 1838 como un continente por Charles Wilkes (1798-1877) de la United States Exploring Expedition (expedición Wilkes) (1838-42). Fue el último continente en ser identificado, aunque la existencia de un gran territorio Antártico había sido considerada desde hacía milenios. En la Antigüedad los pensadores griegos dedujeron que si la Tierra era esférica, por simetría, debía tener una contrapartida a la masa continental del hemisferio norte en el hemisferio sur en las latitudes polares, de este modo el cosmógrafo Claudio Ptolomeo confeccionó un célebre planisferio en el cual aparecía un inmenso territorio que en latín fue llamado Terra Australis Incognita [Tierra Austral Desconocida], aunque la extensión del supuesto continente incluía zonas que corresponden no solo a la Antártida propiamente dicha sino también a Australia, Nueva Zelanda y grandes extensiones oceánicas. En 1520 Magallanes, al descubrir el estrecho que lleva hoy su nombre, estrecho de Magallanes, creyó que la isla de Tierra del Fuego era un sector de esa Terra Australis Incognita. La exploración de Francisco de Hoces descubrió el gran pasaje marítimo que separa América de la Antártida y posteriormente el nombre de Terra Australis Incognita quedó reservado para Australia. En 1849 un atlas informó ya que la Antártida era un continente, pero pocos más lo hicieron hasta después de la Segunda Guerra Mundial.: 32 
En el siglo XIX, el mayanista Augustus Le Plongeon (1825-1908) propuso la hipótesis de un nuevo continente, llamado Mu, que habría existido y desaparecido en el océano Pacífico. Se basaba en la traducción —más tarde contestada— del Códice Tro-Cortesiano realizada por Brasseur de Bourbourg. En un momento en que la geología estaba menos avanzada que ahora, se propuso la existencia de muchos continentes hipotéticos. Este fue el caso de Lemuria, un continente considerado para explicar la desaparición de algunas especies de mamíferos, y también la Atlántida, mencionada por primera vez en el siglo IV antes de Cristo, aunque este hipotético continente hundido sigue siendo aún hoy fruto de especulaciones.
Desde mediados del siglo XIX los atlas de los Estados Unidos tratan a menudo América del Norte y América del Sur como dos continentes, lo que es coherente con el entendimiento de la geología y la tectónica de placas. Pero no es raro que los atlas americanos los traten como un único continente, por lo menos hasta la Segunda Guerra Mundial.: 32  Es esta última visión la que todavía prevalece hoy en día en algunos países de Europa.

La bandera olímpica con los cinco anillos que representan los continentes habitados

La bandera olímpica, diseñada en 1913, tiene cinco anillos que representan los cinco continentes habitados, considerando América como uno solo y sin considerar a la Antártida.
Sin embargo, en los últimos años ha habido un impulso para que Europa y Asia, que tradicionalmente se consideraron como dos continentes, sean ahora un único continente, llamado Eurasia, para hacerlo compatible con los conocimientos derivados de la geología y la tectónica de placas. En este modelo, el mundo estaría dividido en seis continentes.

## Definiciones y aplicaciones
No existe una definición única de continente y por ello en distintos ámbitos culturales y científicos hay listas diferentes de continentes. En general, un continente debe ser una gran área conformada por tierras con importantes límites geológicos. El criterio de origen para la designación de un continente, el criterio geográfico, es ignorado muchas veces en favor de otros criterios más arbitrarios, de índole histórica y cultural. Aunque algunos consideran que solo hay cuatro o cinco continentes, modernamente se suele considerar que hay seis o siete.
Convencionalmente se entiende que los «continentes son masas de tierra grandes, continuas y discretas, a ser posible separadas por extensiones de agua».: 21  Muchos de los siete continentes comúnmente reconocidos por convención no son masas de tierra discretas separadas por agua (realmente solo la Antártida y Oceanía están verdaderamente separados de los otros continentes por agua). Del mismo modo, el criterio ideal de que cada uno sea una masa de tierra continua con frecuencia es ignorado por la inclusión de la plataforma continental y las islas oceánicas. Las principales masas de la Tierra están bañadas por un único y continuo océano mundial, que está dividido en los principales componentes oceánicos por los continentes y otros criterios geográficos diferentes.

### Extensión de los continentes
El sentido más estricto de continente como un área de tierra continua, con su costa y cualquier frontera terrestre que forme el borde del continente. En este sentido, la referencia a «Europa continental» se utiliza para referirse a la parte continental de Europa con exclusión de las islas como Gran Bretaña, Irlanda e Islandia, y el «continente australiano» puede referirse a la parte continental de Australia, con excepción de Tasmania. Del mismo modo, «Estados Unidos continental» se refiere a los 48 estados contiguos de Estados Unidos del centro de América del Norte y puede incluir a veces Alaska, en el noroeste del continente (separadas ambos por Canadá), pero excluyendo Hawái localizada en medio del océano Pacífico.
Desde el punto de vista de la geología o la geografía física, un continente puede extenderse más allá de los confines de la tierra firme continua a fin de incluir las aguas poco profundas, las áreas adyacentes sumergidas (la plataforma continental) y las islas de la plataforma (islas continentales), ya que son parte estructural del continente. Desde esta perspectiva el borde de la plataforma continental es el verdadero límite del continente, ya que las costas varían con los cambios del nivel del mar. En este sentido, Madagascar es parte de África, las islas de Gran Bretaña e Irlanda son parte de Europa, y Australia y la isla de Nueva Guinea, juntos forman un continente (Australia-Nueva Guinea).
Como construcción cultural, el concepto de continente puede ir más allá de la plataforma continental a fin de incluir las islas oceánicas y otros fragmentos continentales. De esta manera, Islandia se considera parte de Europa. Extrapolando el concepto al extremo, algunos geógrafos consideran Australia, Nueva Zelanda y todas las islas de Oceanía (algunas veces Australasia) como equivalente a un continente, consiguiendo así que toda la superficie de la Tierra se divida en continentes o cuasi-continentes.

### Límites de los continentes
Dado que la definición de continente es a menudo arbitraria, las separaciones entre ellos no siempre están claramente definidas.
El estrecho de Gibraltar de forma convencional marca la frontera entre África y Europa.
El límite entre Asia y África es en general fijado en el istmo de Suez, lo que excluye la península del Sinaí de África. Egipto se encuentra a caballo entre dos continentes, aunque algunos geógrafos proponen desplazar el límite entre ambos continentes a la frontera israelo-egipcia.
Por comodidad, la frontera entre Asia y América se ha fijado en la frontera ruso-estadounidense, a lo largo del estrecho de Bering. Las islas del Comandante son asiáticas, mientras que el resto de las islas Aleutianas son americanas.

Un ejemplo de los límites arbitrarios de la moderna Europa, en que países geográficamente no europeos son considerados europeos por su historia y cultura.
Europa
Territorio asiático de países transcontinentales
Geográficamente no europeos, pero considerados en Europa por su historia y cultura

La separación entre Oceanía y Asia es todavía hoy objeto de controversias. En 1831, el geógrafo y explorador Jules Dumont d'Urville a través de criterios geográficos dividió Oceanía en cuatro regiones: Polinesia, Micronesia, Melanesia e Insulindia (entonces llamada Malaya), de esta forma el límite entre Asia y Oceanía transcurre a través de los estrechos de Malaca y Luzón. La debilidad de los argumentos que sustentan este límite llevó a algunos geógrafos a repensar esa frontera. En 1860 el geógrafo Alfred Wallace propuso un nuevo límite basado en criterios biogeográficos que transcurre entre los estrechos de Macasar y Lombok conocido como la línea de Wallace. Algunos piensan que sería más apropiado utilizar la línea de Wallace como el verdadero límite entre los dos continentes. Posteriormente otros investigadores han propuestos nuevos límites como es el caso de Richard Lydekker en 1895 y Max Weber en 1907.
La frontera más controvertida es, sin duda, entre Asia y Europa, ya que las fronteras de Europa han ido desplazándose durante siglos y no están claramente definidas. En el siglo XVIII, el zar Pedro el Grande quiso convertir a Rusia en una potencia europea. El geógrafo Vassili Tatichtchev propuso en 1703 que los montes Urales, el río Ural y el Cáucaso constituyesen la frontera entre Europa y Asia en lugar del río Don, que situaba en esa época a Rusia en Asia.
Con la reciente ampliación de la Unión Europea hasta territorios situados en las puertas de Asia, tanto en los Balcanes como en la antigua Europa del Este, se plantea de nuevo el problema de la ubicación exacta de la frontera entre Europa y Asia. Algunos geógrafos, por conveniencia, extenderían el límite más allá del Cáucaso a fin de incluir en Europa a países como Armenia, Azerbaiyán y Georgia. Otros, en cambio, fijarían el límite en la depresión de Kuma-Manych situada al norte del Cáucaso para incluir a los pueblos turcos del Cáucaso en Asia.

### La condición de islas
Las distintas partes del mundo se consideran como continentes en un sentido amplio. Por un lado, toda isla debe pertenecer a alguna parte del mundo ya que el conjunto de todas las partes del mundo debe contener todas las tierras emergidas, pero las islas no son parte de los continentes (en el sentido común o sentido científico) ya que su territorio no es continuo con el resto del continente. Sin embargo, en general se consideran como pertenecientes al continente del que estén más próximas. Por ejemplo, las islas Canarias, aunque españolas, están vinculadas a África; las islas Baleares forman parte de Europa y casi todas las islas del Pacífico pertenecen a Oceanía. Igual pasa con la isla de Reunión e isla de Mauricio, que, a pesar de la distancia que las separa de África, son consideradas como islas africanas.

### Otras divisiones

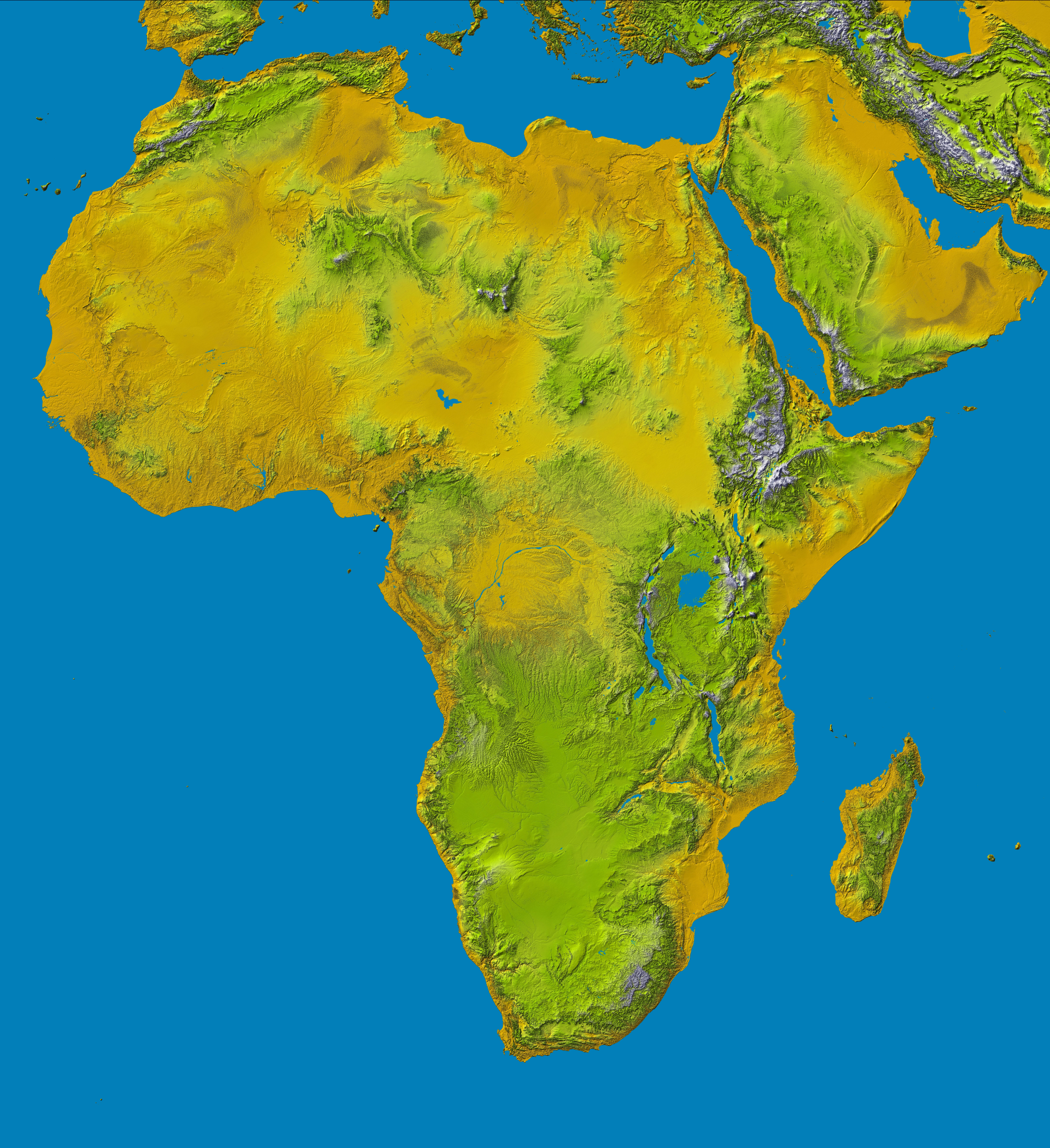
La isla de Madagascar, al sureste de África, es a veces considerada como un «microcontinente»

Algunas partes de los continentes son reconocidas como subcontinentes, en especial aquellas situadas en las diferentes placas tectónicas que dividen los continentes. Los más notables son el subcontinente indio, la península arábiga y Europa tomando el modelo que considera como continente a Eurasia. Groenlandia, sobre la placa norteamericana, también se considera como un subcontinente. Cuando América se considera un solo continente, a su vez se entiende dividida en dos subcontinentes (América del Norte y América del Sur), o en las diversas regiones.
Algunas áreas de la corteza continental están en gran parte cubiertas por el mar, pero se pueden considerar continentes sumergidos. Este es el caso de Zealandia, emergiendo del mar en Nueva Zelanda y Nueva Caledonia, o incluso la casi completamente sumergida meseta Kerguelen, en el sur del océano Índico.
Algunas islas se encuentran en las secciones de la corteza continental que se han fracturado y se alejan a la deriva de uno de los grandes continentes. Aunque no son consideradas como continentes debido a su tamaño relativamente pequeño, pueden ser consideradas microcontinentes. Madagascar, el ejemplo más extendido, es generalmente considerada parte de África, pero ya ha sido descrita como «el octavo continente».

## Geología

### Características
Los geólogos utilizan el término «continente» de manera distinta a los geógrafos. Más que simplemente identificar grandes masas de tierra sólida, los geólogos usan un criterio distinto para identificarlos. Para los geólogos, en la superficie de la Tierra existen, de forma simplificada dos elementos estructurales distintos: la corteza continental, compuesta principalmente por granito y rocas asociadas, y la corteza oceánica, formada por basalto y gabro. Además, el límite entre el dominio continental y el dominio oceánico se encuentra por debajo de la superficie del mar: es entonces cuestión de la «plataforma continental» que a veces se extiende varios kilómetros más allá de la línea de costa. Durante la última edad de hielo (en la época de la glaciación de Würm, hace unos 20 000 años), en Europa Occidental, la plataforma continental se extendía a varias decenas de kilómetros al oeste de la costa actual.

### Deriva continental

La deriva de los continentes, a partir de Pangea

A comienzos del siglo XX, Alfred Wegener se dio cuenta de que por la disposición de los continentes, la costa este de América del Sur parecía encajar exactamente en la costa occidental de África. Otros antes que él ya lo habían advertido, pero fue el primero en sugerir a continuación, a partir de esta observación, la teoría de la deriva continental: un supercontinente, llamado Pangea, se habría fragmentado a principios de la era secundaria y, desde entonces, las masas continentales de esta fragmentación derivarían sobre la superficie de la Tierra.
Durante el siglo XX los geólogos aceptaron que los continentes se movían sobre la superficie de la Tierra, en una escala del tiempo geológica. Este proceso se conoce como «deriva de los continentes» y se explica por la tectónica de placas. La superficie de la Tierra está formada por siete placas tectónicas mayores (y muchas más de menor importancia). Estas son las que derivan, separadas y reunidas para formar con el tiempo los continentes que conocemos hoy en día.
En consecuencia, existieron otros continentes en el pasado geológico, los paleocontinentes. Se ha podido determinar que ha habido períodos en la historia de la Tierra en que únicamente había un gran continente en su superficie. El más reciente fue Pangea, hace 180 millones años. El próximo «continente único» deberá aparecer en unos 250 millones de años, como resultado de la combinación de África, Eurasia y América, que sería la Pangea Última.

### Continentes geológicos

Las placas tectónicas de la Tierra, subyacentes bajo los continentes y los océanos

Los geólogos consideran que un continente se define por la corteza continental: una plataforma de rocas metamórficas y rocas ígneas, en gran medida de composición granítica. Algunos geólogos restringen el término continente a las porciones de la corteza construidas en torno al estable Escudo Precámbrico, por lo general desde 1500 hasta 3800 millones años de edad, llamado cratón. El cratón en sí mismo es un complejo de acreción de los antiguos cinturones móviles (cinturones de montaña) de los ciclos anteriores de subducción, colisión continental y ruptura de las placas tectónicas. Un engrosamiento saliente hacia el exterior de rocas sedimentarias más jóvenes y mínimamente deformadas cubre gran parte del cratón. Los márgenes de los continentes geológicos se caracterizan por la actividad actual o relativamente reciente de los cinturones móviles y por profundos sedimentos marinos o deltaicos. Más allá del margen puede haber o bien una plataforma continental que cae sobre la cuenca oceánica basáltica o el margen de otro continente, dependiendo de la actual placa tectónica del continente. Una frontera continental no tiene porque ser un cuerpo de agua. En el tiempo geológico, los continentes quedan periódicamente sumergidos bajo grandes mares epicontinentales, y las colisiones continentales dan como resultado en un continente nuevo conectado a otro continente. La era geológica actual es relativamente anómala ya que gran parte de las zonas continentales son «altas y secas» (high and dry) en comparación con gran parte de la historia geológica.
Algunos sostienen que los continentes son «balsas» acrecionales de corteza que, a diferencia de la corteza basáltica más densa de las cuencas oceánicas, no están sujetas a la destrucción a través del proceso de subducción de la placa tectónica. Esto explicaría la gran antigüedad de las rocas comprendidas en los cratones continentales. Según esta definición, Europa Oriental, India y otras regiones podrían ser considerados como masas continentales distintas del resto de Eurasia, porque tienen áreas de escudo antiguas separadas (es decir, cratón de Europa del Este y cratón de la India). Cinturones móviles más jóvenes (como los montes Urales y los Himalayas) marcan los límites entre estas regiones y el resto de Eurasia.
Hay muchos microcontinentes que se han construido de la corteza continental, pero que no contienen un cratón. Algunos de ellos son fragmentos de Gondwana y otros antiguos continentes cratónicos: Zealandia, que incluye a Nueva Zelanda y Nueva Caledonia; Madagascar; la meseta de las Mascareñas, que incluye las islas Seychelles; etc. Otras islas, como varias del mar Caribe, se componen principalmente de roca granítica, pero todos los continentes tienen la corteza tanto de granito como basalto, y no hay un límite claro de que islas podrían ser consideradas microcontinentes según esa definición. La meseta Kerguelen, por ejemplo, es en gran medida volcánica, pero se asocia con la ruptura de Gondwana y se considera un microcontinente, mientras que las volcánicas Islandia y Hawái no lo son. Las islas británicas, Sri Lanka, Borneo y Terranova son los márgenes del continente laurasiano que solo están separadas por mares interiores que han inundado sus márgenes.
La tectónica de placas ofrece otra forma de definir los continentes. Hoy en día Europa y la mayor parte de Asia comprenden la unificada placa Euroasiática, que es aproximadamente coincidente con el continente euroasiático geográfico, con exclusión de India, Arabia, Rusia y Extremo Oriente. India contiene un escudo central, y el geológicamente reciente cinturón móvil de los Himalayas forma su margen norte. América del Norte y América del Sur son continentes distintos y el istmo de conexión es en gran medida el resultado de la actividad volcánica de la relativamente reciente subducción tectónica. Las rocas continentales de América del Norte se extienden hasta Groenlandia (una parte del Escudo Canadiense), y en términos de límites de placas, la placa Norteamericana incluye la parte más oriental de la masa continental de Asia. Los geólogos no utilizan estos datos para sugerir que el Asia oriental sea parte del continente de América del Norte (aunque el límite de la placa se extiende hasta allí) y utilizan también la palabra continente generalmente en su sentido geográfico y en las nuevas definiciones («rocas continentales», «límites de placas») se utilizan según el caso.

## Cantidad de países en cada continente
Lista de países por continente:
- África: Países: 54; Dependencias: 13
- Europa: Países 50; Dependencias: 8
- Asia: Países: 49; Dependencias: 9
- América: Países 35; Dependencias: 25
- Oceanía: Países: 15; Dependencias: 16
- Total de Países: 194[65]